# Marko Ramljak
Marko Ramljak (Posušje, 14 marzo 1993) è un cestista croato.
È il fratello di Ivan Ramljak, a sua volta cestista.

## Palmarès
- Campionato croato: 4

Cedevita Zagabria: 2016-17
Zara: 2022-23, 2023-24, 2024-25
- Campionato bosniaco: 1

Zrinjski Mostar: 2017-18
- Coppa di Croazia: 2

Cedevita Zagabria: 2017
Zara: 2024